# 李未明
李未明（1947年—），汉族，中华人民共和国政治人物、第十一届全国政协委员。
加入中国农工民主党，担任农工党福建省委副主委、福建音乐学院院长。2008年，当选第十一届全国政协委员，代表教育界，分入第四十一组。